# Rich's
Rich's er navnet på et dansk kaffeerstatningsmærke fra 1834 og produceret af C.F. Rich & Sønner, der fra 1897 indgik i De Danske Cikoriefabrikker, markedsført under sloganet: Det er Rich's, der drik's. Navnet Rich's udtales ['rægs].
Mærket blev særligt kendt under fødevareknapheden under den tyske besættelse af Danmark under anden verdenskrig. Kaffeerstatning kan enten bruges til at blande i den malede kaffe for at få den til at "strække længere", eller bruges som den er.
Kaffeerstatningen består typisk af ristet formalet rug og cikorie og indeholder ikke koffein. Det blev dog oprindelig betragtet som et tilsætningskrydderi.
Der eksisterede også andre kaffeerstatningsmærker, blandt andet Danmarks, som ældre danskere husker blev markedsført under sloganet: Det er Danmarks der du'r. 
I begge pakker var der indlagt billeder med flotte motiver, som kunderne (eller navnlig deres børn) samlede på.
Rich's forhandledes i æsker – røde/ gule med rød/ gul tekst – ikke ulig de tepakker, vi bruger i dag (2008), som indeholder 25 breve.
Skønt at man skulle tro at produktet blev overflødigt efter krigen, har kaffeerstatning med cikorie, modsat eksempelvis smørerstatning, bibeholdt en vis popularitet. Der findes i dag stadigt flere forskellige mærker og fås i dag også som instant og økologisk
Rich's kunne købes i danske dagligvarebutikker indtil starten af 2009, men har i dag et begrænset salg på eksempelvis museer

## Ekstern henvisning
Tegneseriemuseet: Rich's – tilsætning i tekst og billeder Arkiveret 19. februar 2010 hos  Wayback Machine